# Intento de golpe de Estado en Guinea Ecuatorial de 1969
El Intento de golpe de estado en Guinea Ecuatorial de 1969 fue un supuesto intento de golpe de Estado perpetrado en Guinea Ecuatorial la noche del 4 al 5 de marzo de 1969, con el propósito de derrocar al presidente Francisco Macías Nguema. Los líderes de la intentona golpista habrían sido el Ministro de Asuntos Exteriores Atanasio Ndongo y el delegado ecuatoguineano ante Naciones Unidas, Saturnino Ibongo Iyanga. El golpe contó supuestamente con apoyo del gobierno español, y su fracaso significó el establecimiento de un régimen dictatorial por parte de Macías, que duraría hasta 1979 cuando se produjo el Golpe de la Libertad.
Actualmente existen varias versiones acerca de como transcurrieron los hechos acontecidos, por lo que aún no se ha establecido un relato oficial.

## Antecedentes
Durante la crisis de las banderas, Ndongo e Ibongo viajaron a Madrid para
entrevistarse con personalidades gubernamentales y financieras españolas (entre ellos Fernando María Castiella), así como con guineanos residentes en España. Existen indicios de que el objetivo de esas reuniones era confeccionar una lista de personas que pudieran integrar un Gobierno.
Tras las reuniones en España, el 1 de marzo Atanasio Ndongo y Saturnino Ibongo vuelan hasta Santa Isabel. Saturnino Ibongo se queda en la isla, mientras que Atanasio Mdongo llega el día 3 a Bata.

## Desarrollo
En la madrugada del 4 al 5 de marzo, Atanasio Ndongo llegó al Palacio Presidencial de Bata junto a algunos militares de confianza y un grupo de oficiales de la Marina de Mbini, neutralizado a la guardia presidencial y colocado su propia guardia.
Previamente habían sido tomados como rehenes varios políticos, funcionarios y militares (entre ellos Esteban Nsue, delegado de gobierno en Bata, Pedro Lumu, alcalde de Bata;  el ministro del Interior Ángel Masié, su hermano Miguel Eyegue, gobernador de Río Muni, y el comandante Manuel Tray, entonces jefe de la Casa militar del jefe de Estado). Los rehenes se dividen en dos grupos: un grupo es encerrado en una habitación del palacio y otro es trasladado a un cuartel de la Guardia Marítima. Previo al golpe, los ejecutores tomaron la estación de radio de la ciudad, cuyo silencio de emisión era
la contraseña establecida para que los partidarios del golpe residentes en Fernando Poo supiesen que todo se estaba realizando con éxito.  Salió un avión desde Santa Isabel con Saturnino Ibongo y otros golpistas a bordo.
Ndongo ocupa el despacho presidencial y da la orden de asesinar a Macías, quien no se encontraba en el palacio, puesto que ya había sido advertido de una posible tentativa golpista. Ndongo buscó a Macías pero al no encontrarlo, creyó que había escapado.
La forma en que se enteró Macías de lo que estaba sucediendo varía según las diferentes versiones: una versión reza que Ndongo se dirigió a los cuarteles de la Guardia Territorial (dado que contaba con apoyo militar escaso) y le pidió al oficial Salvador Elá (quién en 1979 sería uno de los comandantes del Golpe de la Libertad) que pusiera sus tropas a disposición del movimiento golpista. Elá, según esta versión, se negó rotundamente y avisó a Macías, mientras Ndongo regresaba al palacio presidencial. Otra versión asegura que Elá formaba parte del grupo de detenidos por los golpistas, y que quien avisó a Macías fue el cocinero del palacio presidencial, quien logró escapar de allí y avisar al Presidente, que se encontraba durmiendo en su casa particular. Otros relatos aseguran que Macías ya se encontraba en el palacio cuando Ndongo llegó, o que sabía exactamente de los planes de su ministro y esa madrugada, junto a sus fuerzas leales, esperó el momento para actuar.
Al enterarse, Macías aglutina tras de sí a las tropas de Salvador Ela y a miembros de las "Juventudes en Marcha con Macías" y parten al Palacio Presidencial. Al llegar, desarman la guardia que los golpistas habían colocado en la puerta y liberan a los rehenes. A continuación, Saturnino Ibongo, quien se encontraba en el palacio, fue tomado prisionero (según algunas versiones, asesinado en el acto). Mientras tanto, Macías subió al despacho presidencial para encarar a Ndongo, quien al poco tiempo cayó por una ventana del palacio presidencial. Ciertas versiones aseguran que fue arrojado por Macías, mientras que otras versiones aseguran que el mismo se arrojó tratando de escapar. Al aterrizar en el suelo, se rompió una pierna.
Según algunas versiones, Ndongo se encontraba durmiendo cuando Macías entró al despacho. Al entrar al despacho, Macías le habría gritado: "!Atanasio, tu no puedes hacerme esto!".
Durante las horas siguientes fueron liberados los rehenes detenidos en el cuartel de la Guardia Marítima y tropas de la Guardia Civil se apersonaron en el Palacio Presidencial para ayudar a mantener el orden público.
Ndongo permaneció en el suelo durante cinco horas; durante ese tiempo fue torturado por las "Juventudes en Marcha con Macías". Macías tomó varias fotografías de Ndongo agonizando, las cuales posteriormente mostraría al corresponsal John Barnes de la revista Newsweek. Más tarde, Macías ordena que Ndongo sea llevado al hospital, aunque al día siguiente sería trasladado a la cárcel. Según algunas fuentes, Ndongo falleció en prisión el 26 de marzo.
Durante la mañana del 5 de marzo la versión que circuló en Bata sobre los hechos era que Ndongo había llevado a cabo un contragolpe para salvar a Macías de ser depuesto por otro golpe de Estado. Con el paso de las horas se aclararon los hechos.
Existen versiones que incluso niegan la existencia del golpe de Estado, y rezan que Macías llamó a Ndongo al palacio con la excusa de un consejo de ministros y luego se produjo el asesinato premeditado del político y los demás supuestos involucrados. Hay quienes consideran que se habría constituido, en consecuencia, un autogolpe.

## Consecuencias

### Rompimiento con España e inicio de la represión
En la mañana del 5 de marzo, Macías agradece al embajador español Juan Luis Pan de Soraluce la neutralidad de España, para horas después acusar a este país de haber instigado la intentona. Macías calificó el intento golpista como "imperialista y colonialista" y como “una combinación de madereros y capitalistas españoles”, mientras que los ministros españoles Manuel Fraga y Fernando Maria de Castiella negaron tajantemente algún tipo de intervención española. Macías ordenó el congelamiento de todas las cuentas bancarias de los españoles residentes en el país, y el cierre de todas las compañías españolas en territorio guineano, y anunció que “el capitalismo español ha sido definitivamente vencido”. El día 8 Macías anunció que él mismo se encargaría de la cartera de Asuntos Exteriores y ordenó al ministro del Interior Ángel Masié Ntutumu requisar todas las armas de fuego existentes en el territorio, con las cuales Macías armaría a sus Juventudes.
Existen debates acerca de la actuación de España: hay historiadores que defienden la no injerencia del país, mientras otros aseguran que sucedió lo contrario y que incluso Castiella envió un telegrama a Ndongo felicitándolo por ser el nuevo presidente. Hay quienes han apuntado a que esto era falso, puesto que el telegrama enviado por Castiella contenía un mensaje sin relación alguna con el golpe. Otro argumento a favor de España es que si este país hubiera intervenido, su fuerza militar habría sido suficiente para asegurar el éxito arrollador del golpe.
Se ha afirmado que instructores militares españoles participaron en la trama golpista, que España había pactado con Ndongo enviar refuerzos, y que Ndongo recibió apoyo económico de España. El propio Macías afirmó durante su juicio en 1979 que Ndongo recibió 50 millones de dólares por parte de Castiella para derrocarlo. Según algunos relatos, la Guardia Civil se negó a intervenir ya que al no haberse detenido a Macías, el éxito de la intentona no estaba asegurado. Versiones más neutrales indican que España sabía de los planes del ministro, pero que simplemente no intervino.
Macías emprende a continuación del golpe una purga en todo el aparato administrativo y político del país, dando inicio a un régimen dictatorial. Se declaró el estado de emergencia y las "Juventudes en Marcha con Macías" sembraron el terror en las calles del país. De manera inmediata, son detenidos y asesinados Saturnino Ibongo, embajador en la ONU, Pastor Torao Sikara, Presidente de la Asamblea Nacional, Armando Balboa, ministro de Información y Turismo y el opositor político Bonifacio Ondó Edu. Otros ministros y funcionarios, a los que se les relaciona con el intento de golpe, también son desde ese momento asesinados o perseguidos, entre ellos Gustavo Watson Bueco (fallecido en 1972) y Agustín Nve, diputados en la Asamblea Nacional, Enrique Gori (fallecido en 1972), Presidente de la Diputación de Fernando Poo y Federico Ngomo (fallecido en 1971), Presidente de la Diputación de Río Muni. A ellos habría que añadir otros muchos políticos como Norberto Balboa, Vicente Ntutumu, Luis Angue Bacale y Santiago Osa. A esto siguió la petición de España ante la ONU del envío de observadores (que llegan el día 10 a Santa Isabel y el 13 a Bata) y otras iniciativas diplomáticas, como gestiones con el emperador etíope Haile Selassie o una petición urgente a la Cruz Roja Internacional relacionada con los hechos.
El fallido generó una ola de indignación popular antiespañola (estimulada por el gobierno), por lo que la comunidad española se sintió amenazada. Toda esta situación se tradujo en el agravamiento de la crisis diplomática. En un telegrama, Francisco Franco anunció a Macías que “la crisis sufrida en el país produce en los residentes españoles la impresión de que falta seguridad y garantía en un ambiente hostil”. Se ordenó entonces la evacuación de la enorme mayoría de los 7500 españoles residentes en el país (supervisada por observadores internacionales) y la retirada de las tropas de la Guardia Civil destinadas también allí. La misión de la ONU logra imponer un plazo de dos meses para la retirada de españoles y tropas, que finalizaría el 5 de abril.

### Consecuencias a largo plazo
En 1970, ya establecida su dictadura, Macías prohibió todos los partidos políticos y en su lugar estableció como partido único el Partido Único Nacional de los Trabajadores (PUNT). Al año siguiente Macías asumió personalmente todos los poderes del estado, y en 1973 promulgó una nueva constitución, que otorgaba soporte jurídico a su régimen. El régimen dictatorial de Macías, durante el cual fueron asesinadas alrededor de 50.000 personas y se desarrolló un sentimiento fuertemente anticolonialista inspirado en la rivalidad surgida con España después del golpe, se extendería hasta 1979, cuando fue derrocado por el Golpe de la Libertad liderado por Teodoro Obiang.
Durante el régimen de Macías, la fecha del 5 de marzo adquirió gran trascendencia, siendo establecida la celebración del "Día de la Victoria". En las celebraciones del 5 de marzo, con frecuencia eran organizadas obras de teatro que representaban el fallido intento golpista.
Dada la multiplicidad de versiones que existen acerca del desarrollo del golpe, aún hoy no se ha establecido un relato único y oficial de los hechos.

"Yo no he encontrado todavía, digamos, un relato lógico y aceptable de los acontecimientos. Porque? Porque esos acontecimientos siguen siendo confusos y en mi opinión excesivamente magnificados. Aunque es lógico que se hayan magnificado porque el resultado fue catastrófico (...).”
Donato Ndongo-Bidyogo.

En la actualidad, el 5 de marzo se considera por los opositores a Teodoro Obiang como la fecha en que termina el régimen democrático en Guinea Ecuatorial.